# سباق لو تور دو فرانس 2021
سباق لو تور دو فرانس 2021 (بالفرنسية: La course by Le Tour de France 2021)‏ هو سباق دراجات هوائية من فئة سباق، وموسم، وهو الموسم رقم 8 من سباق دراجات، وموسم رياضي، وأقيم في 26 يونيو 2021، وامتدّ لمسافة 107.4 كيلومتر، وهو أحد سباقات طواف العالم للدراجات للسيدات 2021، وشارك فيه 127 متسابقاً ووصل إلى نهايته 102 متسابقاً.
فاز بالمركز الأول ديمي فوليرينغ، وبالمركز الثاني سيسيلي أوتوب لودفيغ، وبالمركز الثالث ماريان فوس.

## الفرق
| فرق سيدات عالمية (9)- ألي بي تي سي ليوبليانا 2021 ‏ - Liv AlUla Jayco ‏ - كانيون إس آر إيه إم راسينغ 2021 ‏ - FDJ–Suez ‏ - ليف ريسينغ 2021 ‏ - موفيستار للسيدات 2021 ‏ - إس دي وركس 2021 ‏ - فريق سنويب للسيدات 2021 ‏ - Lidl–Trek (women's team) ‏ فرق دراجات قارية سيدات (12)- اركيا للسيدات 2021 ‏ - أيه آر مونكس برو سيكلينج للسيدات 2021 ‏ - بيزكايا دورانجو 2021 ‏ - Ceratizit Pro Cycling ‏ - جامبو فيسما للسيدات 2021 ‏ - ماسي تكتيك 2021 ‏ - باركهوتل فالكنبورغ 2021 ‏ - رالي 2021 ‏ - شارينت ماريتايم سيكلينج للسيدات سيكلينج 2021 ‏ - EF Education–Tibco–SVB ‏ - توب قيرلز فسى برتولو 2021 ‏ - فالكار سيلانس ‏ فريق دراجات قاري سيدات- دروبز ‏ |  |
| |  |

## المشاركون
| Lidl–Trek (women's team) ‏ TFS | Lidl–Trek (women's team) ‏ TFS | Lidl–Trek (women's team) ‏ TFS |
| ----------------------------- | ----------------------------- | ----------------------------- |
| م                             | عداء                          | مرتبة                         |
| 1                             | Lizzie Deignan                | 9                             |
| 2                             | لوسيندا براند                 | 28                            |
| 3                             | Audrey Cordon-Ragot           | لم يكمل السباق                |
| 4                             | شيرين فان أنروي               | 54                            |
| 5                             | تايلر وايلز                   | 82                            |
| 6                             | روث ويندر                     | 41                            |

| جامبو فيسما للسيدات ‏ TJV | جامبو فيسما للسيدات ‏ TJV | جامبو فيسما للسيدات ‏ TJV |
| ------------------------ | ------------------------ | ------------------------ |
| م                        | عداء                     | مرتبة                    |
| 11                       | ماريان فوس               | 3                        |
| 12                       | آنا هندرسون              | 17                       |
| 13                       | أنوسكا كوستر             | 37                       |
| 14                       | Amber Kraak ‏             | 61                       |
| 15                       | ريجان ماركوس             | 36                       |
| 16                       | Karlijn Swinkels ‏        | 102                      |

| إس دي وركس ‏ SDW | إس دي وركس ‏ SDW             | إس دي وركس ‏ SDW |
| --------------- | --------------------------- | --------------- |
| م               | عداء                        | مرتبة           |
| 21              | أنا فان دير بريغين (طريق)   | 4               |
| 22              | Niamh Fisher-Black ‏         | 14              |
| 23              | روكسان فورنييه              | 84              |
| 24              | Nikola Nosková ‏             | 93              |
| 25              | Chantal van den Broek-Blaak | 79              |
| 26              | ديمي فوليرينغ               | 1               |

| كانيون–إس آر إيه إم ‏ CSR | كانيون–إس آر إيه إم ‏ CSR | كانيون–إس آر إيه إم ‏ CSR |
| ------------------------ | ------------------------ | ------------------------ |
| م                        | عداء                     | مرتبة                    |
| 31                       | كاتارزينا نيفيادوما      | 6                        |
| 32                       | هانا بارنز               | 80                       |
| 33                       | Elise Chabbey ‏           | 29                       |
| 34                       | تيفاني كرومويل           | 33                       |
| 35                       | Mikayla Harvey ‏          | 15                       |
| 36                       | Omer Shapira ‏ (طريق)     | 62                       |

| Liv AlUla Jayco ‏ BEX | Liv AlUla Jayco ‏ BEX | Liv AlUla Jayco ‏ BEX |
| -------------------- | -------------------- | -------------------- |
| م                    | عداء                 | مرتبة                |
| 41                   | أماندا سبرات         | 20                   |
| 42                   | غريس براون           | 5                    |
| 43                   | سارة روي (طريق)      | 40                   |
| 44                   | أني سانستيبان        | 39                   |
| 45                   | جورجيا وليامز (طريق) | 69                   |

| FDJ–Suez ‏ FDJ | FDJ–Suez ‏ FDJ       | FDJ–Suez ‏ FDJ |
| ------------- | ------------------- | ------------- |
| م             | عداء                | مرتبة         |
| 51            | سيسيلي أوتوب لودفيغ | 2             |
| 52            | مارتا كافالي        | 13            |
| 53            | برودي شابمان        | 34            |
| 54            | إميليا فهلين        | 71            |
| 55            | Victorie Guilman ‏   | 47            |
| 56            | Évita Muzic ‏ (طريق) | 35            |

| فريق سنويب للسيدات ‏ DSM | فريق سنويب للسيدات ‏ DSM | فريق سنويب للسيدات ‏ DSM |
| ----------------------- | ----------------------- | ----------------------- |
| م                       | عداء                    | مرتبة                   |
| 61                      | جولييت لابوس            | 18                      |
| 62                      | ليا كيرشمان             | 75                      |
| 63                      | ليان ليبرت              | 8                       |
| 64                      | فلورتجي ماكايج          | 70                      |
| 65                      | Esmée Peperkamp ‏        | 49                      |
| 66                      | Coryn Rivera            | 12                      |

| ليف ريسينغ ‏ LIV | ليف ريسينغ ‏ LIV       | ليف ريسينغ ‏ LIV |
| --------------- | --------------------- | --------------- |
| م               | عداء                  | مرتبة           |
| 71              | صوفيا بيرتيزولو       | 10              |
| 72              | Valerie Demey ‏        | 50              |
| 73              | Jeanne Korevaar ‏      | 48              |
| 74              | ثريا بالادين          | 7               |
| 75              | Pauliena Rooijakkers ‏ | 19              |
| 76              | Sabrina Stultiens ‏    | 24              |

| يو أي أيه تيم ‏ ALE | يو أي أيه تيم ‏ ALE  | يو أي أيه تيم ‏ ALE |
| ------------------ | ------------------- | ------------------ |
| م                  | عداء                | مرتبة              |
| 81                 | مارتا باستيانيلي    | 66                 |
| 82                 | Maaike Boogaard ‏    | 101                |
| 83                 | يوجينة بوجاك (طريق) | 43                 |
| 84                 | تاتيانا جوديرزو     | 16                 |
| 85                 | Laura Tomasi ‏       | 81                 |
| 86                 | Anna Trevisi ‏       | لم يكمل السباق     |

| موفيستار للسيدات ‏ MOV | موفيستار للسيدات ‏ MOV | موفيستار للسيدات ‏ MOV |
| --------------------- | --------------------- | --------------------- |
| م                     | عداء                  | مرتبة                 |
| 91                    | أود بيانيك            | 83                    |
| 92                    | Katrine Aalerud ‏      | 22                    |
| 93                    | شيلا جوتيريز          | 92                    |
| 94                    | Paula Patiño ‏         | لم يكمل السباق        |
| 95                    | ليا توماس             | 11                    |

| EF Education–Tibco–SVB ‏ TIB | EF Education–Tibco–SVB ‏ TIB | EF Education–Tibco–SVB ‏ TIB |
| --------------------------- | --------------------------- | --------------------------- |
| م                           | عداء                        | مرتبة                       |
| 101                         | لورين ستيفنز (طريق)         | 27                          |
| 102                         | ليا ديكسون ‏                 | لم يكمل السباق              |
| 103                         | Tanja Erath ‏                | لم يكمل السباق              |
| 104                         | كريستين فولكنر              | 21                          |
| 105                         | Clara Honsinger ‏            | 63                          |

| أيه آر مونكس برو سيكلينج للسيدات ‏ ASA | أيه آر مونكس برو سيكلينج للسيدات ‏ ASA | أيه آر مونكس برو سيكلينج للسيدات ‏ ASA |
| ------------------------------------- | ------------------------------------- | ------------------------------------- |
| م                                     | عداء                                  | مرتبة                                 |
| 111                                   | إيدر ميرينو كورتازار                  | 31                                    |
| 112                                   | أريادنا غوتيريز                       | 32                                    |
| 113                                   | Katia Ragusa ‏                         | 46                                    |
| 114                                   | أندريا راميريز                        | 59                                    |
| 115                                   | Maria Vittoria Sperotto ‏              | 100                                   |
| 116                                   | Jade Teolis‏                           | لم يكمل السباق                        |

| بيزكايا دورانجو ‏ BDP | بيزكايا دورانجو ‏ BDP | بيزكايا دورانجو ‏ BDP |
| -------------------- | -------------------- | -------------------- |
| م                    | عداء                 | مرتبة                |
| 121                  | ساندرا ألونسو        | لم يكمل السباق       |
| 122                  | Yurani Blanco ‏       | لم يكمل السباق       |
| 123                  | Daniela Campos ‏      | لم يكمل السباق       |
| 124                  | Émilie Fortin ‏       | 73                   |
| 125                  | Ariana Gilabert ‏     | لم يكمل السباق       |
| 126                  | إليزابيث هولدن       | 67                   |

| اركيا للسيدات ‏ ARK | اركيا للسيدات ‏ ARK  | اركيا للسيدات ‏ ARK |
| ------------------ | ------------------- | ------------------ |
| م                  | عداء                | مرتبة              |
| 131                | بولين ألين          | 76                 |
| 132                | Amandine Fouquenet ‏ | 53                 |
| 133                | Lucie Jounier ‏      | 44                 |
| 134                | Cédrine Kerbaol ‏    | 85                 |
| 135                | Typhaine Laurance ‏  | لم يكمل السباق     |
| 136                | Greta Richioud ‏     | 95                 |

| رالي سايكلنج ‏ RLW | رالي سايكلنج ‏ RLW    | رالي سايكلنج ‏ RLW |
| ----------------- | -------------------- | ----------------- |
| م                 | عداء                 | مرتبة             |
| 141               | كريستابل دوبيل هيكوك | 55                |
| 142               | هولي بريك            | لم يكمل السباق    |
| 143               | Katie Clouse ‏        | لم يكمل السباق    |
| 144               | هايدي فرانز          | 78                |
| 145               | كلارا كوبينبرج       | 25                |
| 146               | Sara Poidevin ‏       | 72                |

| دروبز ‏ DRP | دروبز ‏ DRP      | دروبز ‏ DRP     |
| ---------- | --------------- | -------------- |
| م          | عداء            | مرتبة          |
| 151        | Joss Lowden ‏    | 23             |
| 152        | آنا كريستيان ‏   | 74             |
| 153        | Dani Christmas ‏ | 98             |
| 154        | Sara Penton ‏    | لم يكمل السباق |
| 155        | Finja Smekal‏    | لم يكمل السباق |
| 156        | Alice Towers ‏   | 57             |

| Ceratizit Pro Cycling ‏ WNT | Ceratizit Pro Cycling ‏ WNT | Ceratizit Pro Cycling ‏ WNT |
| -------------------------- | -------------------------- | -------------------------- |
| م                          | عداء                       | مرتبة                      |
| 161                        | Marta Lach ‏                | 45                         |
| 162                        | Laura Asencio ‏             | 99                         |
| 163                        | Kathrin Hammes ‏            | 51                         |
| 164                        | Sarah Rijkes ‏              | لم يكمل السباق             |
| 165                        | Lara Vieceli ‏              | لم يكمل السباق             |

| باركهوتل فالكنبورغ ‏ PHV | باركهوتل فالكنبورغ ‏ PHV | باركهوتل فالكنبورغ ‏ PHV |
| ----------------------- | ----------------------- | ----------------------- |
| م                       | عداء                    | مرتبة                   |
| 171                     | Julia van Bokhoven ‏     | 87                      |
| 172                     | Nina Buijsman ‏          | 68                      |
| 173                     | Belle de Gast ‏          | لم يكمل السباق          |
| 174                     | Femke Gerritse ‏         | 86                      |
| 175                     | Pien Limpens ‏           | 89                      |
| 176                     | Marit Raaijmakers ‏      | 65                      |

| فالكار سيلانس ‏ VAL | فالكار سيلانس ‏ VAL     | فالكار سيلانس ‏ VAL |
| ------------------ | ---------------------- | ------------------ |
| م                  | عداء                   | مرتبة              |
| 181                | Barbara Malcotti ‏      | 26                 |
| 182                | Alice Maria Arzuffi ‏   | 52                 |
| 183                | Silvia Persico ‏        | 38                 |
| 184                | Federica Piergiovanni ‏ | 30                 |
| 185                | إيلينا بيروني          | 64                 |
| 186                | Ilaria Sanguineti ‏     | 42                 |

| ماسي تكتيك تيم للسيدات ‏ MAT | ماسي تكتيك تيم للسيدات ‏ MAT  | ماسي تكتيك تيم للسيدات ‏ MAT |
| --------------------------- | ---------------------------- | --------------------------- |
| م                           | عداء                         | مرتبة                       |
| 191                         | Špela Kern ‏                  | 60                          |
| 192                         | Olivia Baril ‏                | 77                          |
| 193                         | Mireia Benito ‏               | 91                          |
| 194                         | Maaike Coljé ‏                | 56                          |
| 195                         | Agua Marina Espínola ‏ (طريق) | لم يكمل السباق              |
| 196                         | Marta Sanchez‏                | لم يكمل السباق              |

| شارينت ماريتايم سيلينج للسيدات ‏ CMW | شارينت ماريتايم سيلينج للسيدات ‏ CMW | شارينت ماريتايم سيلينج للسيدات ‏ CMW |
| ----------------------------------- | ----------------------------------- | ----------------------------------- |
| م                                   | عداء                                | مرتبة                               |
| 201                                 | Noemi Rüegg ‏                        | 97                                  |
| 202                                 | Noémie Abgrall ‏                     | 90                                  |
| 203                                 | Élodie Le Bail‏                      | لم يكمل السباق                      |
| 204                                 | Manon Souyris ‏                      | لم يكمل السباق                      |
| 205                                 | Maëva Squiban ‏                      | 88                                  |

| توب قيرلز فسى برتولو ‏ TOP | توب قيرلز فسى برتولو ‏ TOP | توب قيرلز فسى برتولو ‏ TOP |
| ------------------------- | ------------------------- | ------------------------- |
| م                         | عداء                      | مرتبة                     |
| 211                       | Debora Silvestri ‏         | 58                        |
| 212                       | Michela Balducci ‏         | لم يكمل السباق            |
| 213                       | Elisa Dalla Valle ‏        | لم يكمل السباق            |
| 214                       | Greta Marturano ‏          | 94                        |
| 215                       | Iris Monticolo ‏           | لم يكمل السباق            |
| 216                       | Giorgia Vettorello ‏       | 96                        |

| Lidl–Trek (women's team) ‏ TFS | Lidl–Trek (women's team) ‏ TFS | Lidl–Trek (women's team) ‏ TFS |
| ----------------------------- | ----------------------------- | ----------------------------- |
| م                             | عداء                          | مرتبة                         |
| 1                             | Lizzie Deignan                | 9                             |
| 2                             | لوسيندا براند                 | 28                            |
| 3                             | Audrey Cordon-Ragot           | لم يكمل السباق                |
| 4                             | شيرين فان أنروي               | 54                            |
| 5                             | تايلر وايلز                   | 82                            |
| 6                             | روث ويندر                     | 41                            |

| جامبو فيسما للسيدات ‏ TJV | جامبو فيسما للسيدات ‏ TJV | جامبو فيسما للسيدات ‏ TJV |
| ------------------------ | ------------------------ | ------------------------ |
| م                        | عداء                     | مرتبة                    |
| 11                       | ماريان فوس               | 3                        |
| 12                       | آنا هندرسون              | 17                       |
| 13                       | أنوسكا كوستر             | 37                       |
| 14                       | Amber Kraak ‏             | 61                       |
| 15                       | ريجان ماركوس             | 36                       |
| 16                       | Karlijn Swinkels ‏        | 102                      |

| إس دي وركس ‏ SDW | إس دي وركس ‏ SDW             | إس دي وركس ‏ SDW |
| --------------- | --------------------------- | --------------- |
| م               | عداء                        | مرتبة           |
| 21              | أنا فان دير بريغين (طريق)   | 4               |
| 22              | Niamh Fisher-Black ‏         | 14              |
| 23              | روكسان فورنييه              | 84              |
| 24              | Nikola Nosková ‏             | 93              |
| 25              | Chantal van den Broek-Blaak | 79              |
| 26              | ديمي فوليرينغ               | 1               |

| كانيون–إس آر إيه إم ‏ CSR | كانيون–إس آر إيه إم ‏ CSR | كانيون–إس آر إيه إم ‏ CSR |
| ------------------------ | ------------------------ | ------------------------ |
| م                        | عداء                     | مرتبة                    |
| 31                       | كاتارزينا نيفيادوما      | 6                        |
| 32                       | هانا بارنز               | 80                       |
| 33                       | Elise Chabbey ‏           | 29                       |
| 34                       | تيفاني كرومويل           | 33                       |
| 35                       | Mikayla Harvey ‏          | 15                       |
| 36                       | Omer Shapira ‏ (طريق)     | 62                       |

| Liv AlUla Jayco ‏ BEX | Liv AlUla Jayco ‏ BEX | Liv AlUla Jayco ‏ BEX |
| -------------------- | -------------------- | -------------------- |
| م                    | عداء                 | مرتبة                |
| 41                   | أماندا سبرات         | 20                   |
| 42                   | غريس براون           | 5                    |
| 43                   | سارة روي (طريق)      | 40                   |
| 44                   | أني سانستيبان        | 39                   |
| 45                   | جورجيا وليامز (طريق) | 69                   |

| FDJ–Suez ‏ FDJ | FDJ–Suez ‏ FDJ       | FDJ–Suez ‏ FDJ |
| ------------- | ------------------- | ------------- |
| م             | عداء                | مرتبة         |
| 51            | سيسيلي أوتوب لودفيغ | 2             |
| 52            | مارتا كافالي        | 13            |
| 53            | برودي شابمان        | 34            |
| 54            | إميليا فهلين        | 71            |
| 55            | Victorie Guilman ‏   | 47            |
| 56            | Évita Muzic ‏ (طريق) | 35            |

| فريق سنويب للسيدات ‏ DSM | فريق سنويب للسيدات ‏ DSM | فريق سنويب للسيدات ‏ DSM |
| ----------------------- | ----------------------- | ----------------------- |
| م                       | عداء                    | مرتبة                   |
| 61                      | جولييت لابوس            | 18                      |
| 62                      | ليا كيرشمان             | 75                      |
| 63                      | ليان ليبرت              | 8                       |
| 64                      | فلورتجي ماكايج          | 70                      |
| 65                      | Esmée Peperkamp ‏        | 49                      |
| 66                      | Coryn Rivera            | 12                      |

| ليف ريسينغ ‏ LIV | ليف ريسينغ ‏ LIV       | ليف ريسينغ ‏ LIV |
| --------------- | --------------------- | --------------- |
| م               | عداء                  | مرتبة           |
| 71              | صوفيا بيرتيزولو       | 10              |
| 72              | Valerie Demey ‏        | 50              |
| 73              | Jeanne Korevaar ‏      | 48              |
| 74              | ثريا بالادين          | 7               |
| 75              | Pauliena Rooijakkers ‏ | 19              |
| 76              | Sabrina Stultiens ‏    | 24              |

| يو أي أيه تيم ‏ ALE | يو أي أيه تيم ‏ ALE  | يو أي أيه تيم ‏ ALE |
| ------------------ | ------------------- | ------------------ |
| م                  | عداء                | مرتبة              |
| 81                 | مارتا باستيانيلي    | 66                 |
| 82                 | Maaike Boogaard ‏    | 101                |
| 83                 | يوجينة بوجاك (طريق) | 43                 |
| 84                 | تاتيانا جوديرزو     | 16                 |
| 85                 | Laura Tomasi ‏       | 81                 |
| 86                 | Anna Trevisi ‏       | لم يكمل السباق     |

| موفيستار للسيدات ‏ MOV | موفيستار للسيدات ‏ MOV | موفيستار للسيدات ‏ MOV |
| --------------------- | --------------------- | --------------------- |
| م                     | عداء                  | مرتبة                 |
| 91                    | أود بيانيك            | 83                    |
| 92                    | Katrine Aalerud ‏      | 22                    |
| 93                    | شيلا جوتيريز          | 92                    |
| 94                    | Paula Patiño ‏         | لم يكمل السباق        |
| 95                    | ليا توماس             | 11                    |

| EF Education–Tibco–SVB ‏ TIB | EF Education–Tibco–SVB ‏ TIB | EF Education–Tibco–SVB ‏ TIB |
| --------------------------- | --------------------------- | --------------------------- |
| م                           | عداء                        | مرتبة                       |
| 101                         | لورين ستيفنز (طريق)         | 27                          |
| 102                         | ليا ديكسون ‏                 | لم يكمل السباق              |
| 103                         | Tanja Erath ‏                | لم يكمل السباق              |
| 104                         | كريستين فولكنر              | 21                          |
| 105                         | Clara Honsinger ‏            | 63                          |

| أيه آر مونكس برو سيكلينج للسيدات ‏ ASA | أيه آر مونكس برو سيكلينج للسيدات ‏ ASA | أيه آر مونكس برو سيكلينج للسيدات ‏ ASA |
| ------------------------------------- | ------------------------------------- | ------------------------------------- |
| م                                     | عداء                                  | مرتبة                                 |
| 111                                   | إيدر ميرينو كورتازار                  | 31                                    |
| 112                                   | أريادنا غوتيريز                       | 32                                    |
| 113                                   | Katia Ragusa ‏                         | 46                                    |
| 114                                   | أندريا راميريز                        | 59                                    |
| 115                                   | Maria Vittoria Sperotto ‏              | 100                                   |
| 116                                   | Jade Teolis‏                           | لم يكمل السباق                        |

| بيزكايا دورانجو ‏ BDP | بيزكايا دورانجو ‏ BDP | بيزكايا دورانجو ‏ BDP |
| -------------------- | -------------------- | -------------------- |
| م                    | عداء                 | مرتبة                |
| 121                  | ساندرا ألونسو        | لم يكمل السباق       |
| 122                  | Yurani Blanco ‏       | لم يكمل السباق       |
| 123                  | Daniela Campos ‏      | لم يكمل السباق       |
| 124                  | Émilie Fortin ‏       | 73                   |
| 125                  | Ariana Gilabert ‏     | لم يكمل السباق       |
| 126                  | إليزابيث هولدن       | 67                   |

| اركيا للسيدات ‏ ARK | اركيا للسيدات ‏ ARK  | اركيا للسيدات ‏ ARK |
| ------------------ | ------------------- | ------------------ |
| م                  | عداء                | مرتبة              |
| 131                | بولين ألين          | 76                 |
| 132                | Amandine Fouquenet ‏ | 53                 |
| 133                | Lucie Jounier ‏      | 44                 |
| 134                | Cédrine Kerbaol ‏    | 85                 |
| 135                | Typhaine Laurance ‏  | لم يكمل السباق     |
| 136                | Greta Richioud ‏     | 95                 |

| رالي سايكلنج ‏ RLW | رالي سايكلنج ‏ RLW    | رالي سايكلنج ‏ RLW |
| ----------------- | -------------------- | ----------------- |
| م                 | عداء                 | مرتبة             |
| 141               | كريستابل دوبيل هيكوك | 55                |
| 142               | هولي بريك            | لم يكمل السباق    |
| 143               | Katie Clouse ‏        | لم يكمل السباق    |
| 144               | هايدي فرانز          | 78                |
| 145               | كلارا كوبينبرج       | 25                |
| 146               | Sara Poidevin ‏       | 72                |

| دروبز ‏ DRP | دروبز ‏ DRP      | دروبز ‏ DRP     |
| ---------- | --------------- | -------------- |
| م          | عداء            | مرتبة          |
| 151        | Joss Lowden ‏    | 23             |
| 152        | آنا كريستيان ‏   | 74             |
| 153        | Dani Christmas ‏ | 98             |
| 154        | Sara Penton ‏    | لم يكمل السباق |
| 155        | Finja Smekal‏    | لم يكمل السباق |
| 156        | Alice Towers ‏   | 57             |

| Ceratizit Pro Cycling ‏ WNT | Ceratizit Pro Cycling ‏ WNT | Ceratizit Pro Cycling ‏ WNT |
| -------------------------- | -------------------------- | -------------------------- |
| م                          | عداء                       | مرتبة                      |
| 161                        | Marta Lach ‏                | 45                         |
| 162                        | Laura Asencio ‏             | 99                         |
| 163                        | Kathrin Hammes ‏            | 51                         |
| 164                        | Sarah Rijkes ‏              | لم يكمل السباق             |
| 165                        | Lara Vieceli ‏              | لم يكمل السباق             |

| باركهوتل فالكنبورغ ‏ PHV | باركهوتل فالكنبورغ ‏ PHV | باركهوتل فالكنبورغ ‏ PHV |
| ----------------------- | ----------------------- | ----------------------- |
| م                       | عداء                    | مرتبة                   |
| 171                     | Julia van Bokhoven ‏     | 87                      |
| 172                     | Nina Buijsman ‏          | 68                      |
| 173                     | Belle de Gast ‏          | لم يكمل السباق          |
| 174                     | Femke Gerritse ‏         | 86                      |
| 175                     | Pien Limpens ‏           | 89                      |
| 176                     | Marit Raaijmakers ‏      | 65                      |

| فالكار سيلانس ‏ VAL | فالكار سيلانس ‏ VAL     | فالكار سيلانس ‏ VAL |
| ------------------ | ---------------------- | ------------------ |
| م                  | عداء                   | مرتبة              |
| 181                | Barbara Malcotti ‏      | 26                 |
| 182                | Alice Maria Arzuffi ‏   | 52                 |
| 183                | Silvia Persico ‏        | 38                 |
| 184                | Federica Piergiovanni ‏ | 30                 |
| 185                | إيلينا بيروني          | 64                 |
| 186                | Ilaria Sanguineti ‏     | 42                 |

| ماسي تكتيك تيم للسيدات ‏ MAT | ماسي تكتيك تيم للسيدات ‏ MAT  | ماسي تكتيك تيم للسيدات ‏ MAT |
| --------------------------- | ---------------------------- | --------------------------- |
| م                           | عداء                         | مرتبة                       |
| 191                         | Špela Kern ‏                  | 60                          |
| 192                         | Olivia Baril ‏                | 77                          |
| 193                         | Mireia Benito ‏               | 91                          |
| 194                         | Maaike Coljé ‏                | 56                          |
| 195                         | Agua Marina Espínola ‏ (طريق) | لم يكمل السباق              |
| 196                         | Marta Sanchez‏                | لم يكمل السباق              |

| شارينت ماريتايم سيلينج للسيدات ‏ CMW | شارينت ماريتايم سيلينج للسيدات ‏ CMW | شارينت ماريتايم سيلينج للسيدات ‏ CMW |
| ----------------------------------- | ----------------------------------- | ----------------------------------- |
| م                                   | عداء                                | مرتبة                               |
| 201                                 | Noemi Rüegg ‏                        | 97                                  |
| 202                                 | Noémie Abgrall ‏                     | 90                                  |
| 203                                 | Élodie Le Bail‏                      | لم يكمل السباق                      |
| 204                                 | Manon Souyris ‏                      | لم يكمل السباق                      |
| 205                                 | Maëva Squiban ‏                      | 88                                  |

| توب قيرلز فسى برتولو ‏ TOP | توب قيرلز فسى برتولو ‏ TOP | توب قيرلز فسى برتولو ‏ TOP |
| ------------------------- | ------------------------- | ------------------------- |
| م                         | عداء                      | مرتبة                     |
| 211                       | Debora Silvestri ‏         | 58                        |
| 212                       | Michela Balducci ‏         | لم يكمل السباق            |
| 213                       | Elisa Dalla Valle ‏        | لم يكمل السباق            |
| 214                       | Greta Marturano ‏          | 94                        |
| 215                       | Iris Monticolo ‏           | لم يكمل السباق            |
| 216                       | Giorgia Vettorello ‏       | 96                        |

## التصنيف العام النهائي
| التصنيف العام         | التصنيف العام         | التصنيف العام    | التصنيف العام                      | التصنيف العام |
| العداء                | العداء                | البلد            | الفريق                             | الوقت         |
| --------------------- | --------------------- | ---------------- | ---------------------------------- | ------------- |
| 1                     | ديمي فوليرينغ         | هولندا           | SD Worx                            | 2 س 50 د 29 ث |
| 2                     | سيسيلي أوتوب لودفيغ   | الدنمارك         | FDJ-Nouvelle Aquitaine-Futuroscope | + 0 ث         |
| 3                     | ماريان فوس            | هولندا           | Jumbo-Visma                        | + 0 ث         |
| 4                     | أنا فان دير بريغين    | هولندا           | SD Worx                            | + 0 ث         |
| 5                     | غريس براون            | أستراليا         | Team BikeExchange                  | + 0 ث         |
| 6                     | Katarzyna Niewiadoma  | بولندا           | Canyon-SRAM Racing                 | + 0 ث         |
| 7                     | ثريا بالادين          | إيطاليا          | Liv Racing                         | + 0 ث         |
| 8                     | ليان ليبرت            | ألمانيا          | Team DSM                           | + 0 ث         |
| 9                     | Lizzie Deignan        | المملكة المتحدة  | Trek-Segafredo                     | + 4 ث         |
| 10                    | صوفيا بيرتيزولو       | إيطاليا          | Liv Racing                         | + 4 ث         |
| 11                    | ليا توماس             | الولايات المتحدة | Movistar Women                     | + 4 ث         |
| 12                    | Coryn Rivera          | الولايات المتحدة | Team DSM                           | + 8 ث         |
| 13                    | مارتا كافالي          | إيطاليا          | FDJ-Nouvelle Aquitaine-Futuroscope | + 8 ث         |
| 14                    | Niamh Fisher-Black ‏   | نيوزيلندا        | SD Worx                            | + 8 ث         |
| 15                    | Mikayla Harvey ‏       | نيوزيلندا        | Canyon-SRAM Racing                 | + 8 ث         |
| 16                    | تاتيانا جوديرزو       | إيطاليا          | Alé BTC Ljubljana                  | + 8 ث         |
| 17                    | آنا هندرسون           | المملكة المتحدة  | Jumbo-Visma                        | + 8 ث         |
| 18                    | جولييت لابوس          | فرنسا            | Team DSM                           | + 8 ث         |
| 19                    | Pauliena Rooijakkers ‏ | هولندا           | Liv Racing                         | + 8 ث         |
| 20                    | أماندا سبرات          | أستراليا         | Team BikeExchange                  | + 8 ث         |
| مصدر: ProCyclingStats |                       |                  |                                    |               |

### تصنيف النقاط
| تصنيف النقاط          | تصنيف النقاط         | تصنيف النقاط | تصنيف النقاط                       | تصنيف النقاط |
| العداء                | العداء               | البلد        | الفريق                             | النقاط       |
| --------------------- | -------------------- | ------------ | ---------------------------------- | ------------ |
| 1                     | ديمي فوليرينغ        | هولندا       | SD Worx                            | 1831 نقطة    |
| 2                     | أنيميك فان فليوتن    | هولندا       | Movistar Women                     | 1796 نقطة    |
| 3                     | ماريان فوس           | هولندا       | Jumbo-Visma                        | 1744 نقطة    |
| 4                     | إليسا ونغو بورغيني   | إيطاليا      | Trek-Segafredo                     | 1664 نقطة    |
| 5                     | أنا فان دير بريغين   | هولندا       | SD Worx                            | 1640 نقطة    |
| 6                     | سيسيلي أوتوب لودفيغ  | الدنمارك     | FDJ-Nouvelle Aquitaine-Futuroscope | 1413 نقطة    |
| 7                     | Katarzyna Niewiadoma | بولندا       | Canyon-SRAM Racing                 | 1188 نقطة    |
| 8                     | غريس براون           | أستراليا     | Team BikeExchange                  | 1066 نقطة    |
| 9                     | ثريا بالادين         | إيطاليا      | Liv Racing                         | 642 نقطة     |
| 10                    | ليزا برينور          | ألمانيا      | Ceratizit-WNT                      | 604 نقطة     |
| مصدر: ProCyclingStats |                      |              |                                    |              |

## تصنيف الفرق

### الفرق حسب النقاط
| ترتيب الفرق حسب النقاط | ترتيب الفرق حسب النقاط             | ترتيب الفرق حسب النقاط | ترتيب الفرق حسب النقاط |
| الفريق                 | الفريق                             | البلد                  | النقاط                 |
| ---------------------- | ---------------------------------- | ---------------------- | ---------------------- |
| 1                      | SD Worx                            | هولندا                 | 5191 نقطة              |
| 2                      | Movistar Women                     | إسبانيا                | 2888 نقطة              |
| 3                      | Trek-Segafredo                     | الولايات المتحدة       | 2498 نقطة              |
| 4                      | FDJ-Nouvelle Aquitaine-Futuroscope | فرنسا                  | 2182 نقطة              |
| 5                      | Jumbo-Visma                        | هولندا                 | 1992 نقطة              |
| 6                      | Team BikeExchange                  | أستراليا               | 1860 نقطة              |
| 7                      | Liv Racing                         | هولندا                 | 1801 نقطة              |
| 8                      | Canyon-SRAM Racing                 | ألمانيا                | 1755 نقطة              |
| 9                      | Alé BTC Ljubljana                  | إيطاليا                | 1134 نقطة              |
| 10                     | Ceratizit-WNT                      | ألمانيا                | 1068 نقطة              |
| مصدر: ProCyclingStats  |                                    |                        |                        |

## تصانيف فرعية

### تصنيف أفضل شاب
| تصنيف أفضل شاب        | تصنيف أفضل شاب      | تصنيف أفضل شاب | تصنيف أفضل شاب                     | تصنيف أفضل شاب |
| العداء                | العداء              | البلد          | الفريق                             | الوقت          |
| --------------------- | ------------------- | -------------- | ---------------------------------- | -------------- |
| 1                     | Niamh Fisher-Black ‏ | نيوزيلندا      | SD Worx                            |                |
| 2                     | Maria Novolodskaya ‏ | روسيا          | A.R. Monex Women's                 |                |
| 3                     | Évita Muzic ‏        | فرنسا          | FDJ-Nouvelle Aquitaine-Futuroscope |                |
| 4                     | Emma Norsgaard      | الدنمارك       | Movistar Women                     |                |
| 5                     | Mischa Bredewold ‏   | هولندا         | Parkhotel Valkenburg               |                |
| 6                     | Sarah Gigante ‏      | أستراليا       | Tibco-Silicon Valley Bank          |                |
| 7                     | Vittoria Guazzini ‏  | إيطاليا        | Valcar Travel & Service            |                |
| 8                     | Barbara Malcotti ‏   | إيطاليا        | Valcar Travel & Service            |                |
| 9                     | فرانشيسكا كوش ‏      | ألمانيا        | Team DSM                           |                |
| 10                    | لورينا ويبيس        | هولندا         | Team DSM                           |                |
| مصدر: ProCyclingStats |                     |                |                                    |                |

## وصلات خارجية
- الموقع الرسمي
- لمحة عن سباق سباق لو تور دو فرانس 2021 على موقع  ProCyclingStats   (برو  سايكلنج  ستاتس) - إحصاءات  محترفي  الدراجات.
- سباق لو تور دو فرانس 2021 على موقع إحصائيات الدراجات الإحترافية (الإنجليزية)